# Porta San Pancrazio
La Porta San Pancrazio, anciennement Porta Aurelia, est une porte antique de Rome faisant partie du mur d'Aurélien. Située au sud de la ville sur la rive droite du Tibre, elle ouvrait sur la via Aurelia.

## Histoire
Lieu célèbre de la défense de la ville par Giuseppe Garibaldi, elle a été fortement endommagée lors des combats de 1849 avec les bombardements des troupes françaises. Elle a été totalement reconstruite en 1854 par Virginio Vespignani à la demande de Pie IX.

## Architecture
La version actuelle de Porta San Pancrazio date de la restauration qui a suivi les combats de 1849. Elle reflète le style néo-classique, populaire à l'époque, conçu pour commémorer le courage de ceux qui ont défendu Rome. La structure se distingue par son imposante façade et ses détails architecturaux qui évoquent la force et la résilience. Ces informations sont disponibles dans l'Encyclopaedia Treccani - Articles détaillés sur les aspects historiques et architecturaux de la Porta San Pancrazio.

## Importance culturelle
Porta San Pancrazio est non seulement un élément architectural significatif mais aussi un symbole des luttes pour l'indépendance et l'unification de l'Italie. Elle est fréquemment mentionnée dans les récits historiques et est un lieu de mémoire important pour les événements du Risorgimento.
La porte est aujourd'hui intégrée dans le parc de la Villa Pamphili, l'un des plus grands espaces verts de Rome, offrant un contexte pittoresque et historique pour les visiteurs et les habitants de la ville.

## Tourisme
Porta San Pancrazio attire des visiteurs intéressés par l'histoire de Rome et l'architecture militaire. Le site offre une vue panoramique sur la ville de Rome et est un point de départ idéal pour explorer le Janicule et la Villa Pamphili.

## Inscription

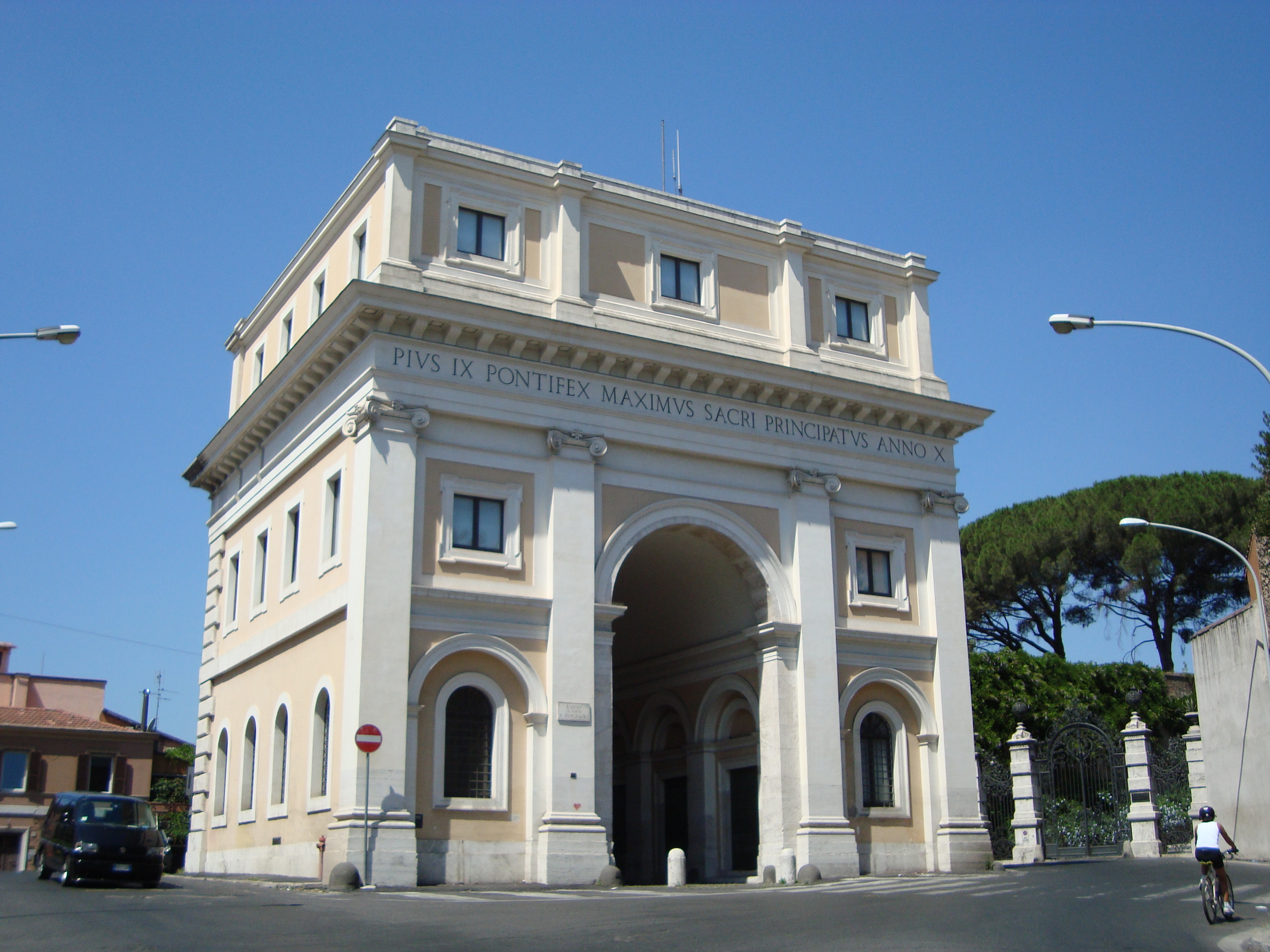
Face interne de la porte

PORTAM PRAESIDIO VRBIS IN IANICVLO VERTICE
AB VRBANO VIII PONT. MAX. EXTRVCTAM COMMVNITAM
BELLI IMPETV AN. CHRIST. MDCCCLIV DISIECTAM
PIVS IX PONT. MAXIMVS
TABERNA PRAESIDIARIS EXCEPIENDIS
DIAETA VECTIGALIBVS EXIGENDIS
RESTITVIT
ANNO DOMINI MDCCCLIV PONTIFICATVS VIII
ANGELI GALLI EQ TORQVATO PRAEFECTO AERARII CVRATORI
« Cette porte fortifiée, établie pour la défense de la ville au sommet du Janicule par le pape Urbain VIII et détruite lors de l'assaut de 1849, le pape Pie IX l'a restituée en l'an 1854, huitième de son pontificat, en un local pour abriter les soldats de la garnison et en un pavillon pour la perception des droits de passage. A.G. Torquato, Conservateur et Préfet du trésor. »